# Tadeusz Zając (polityk)
Tadeusz Zając (ur. 6 maja 1950 w Osieku Grodkowskim) – polski polityk, górnik i działacz samorządowy oraz związkowy, poseł na Sejm II kadencji.

## Życiorys
Ukończył w 1977 Technikum Górnicze w Rybniku. Pracował w górnictwie jako sztygar zmianowy. Był również działaczem związkowym.
W 1993 uzyskał mandat posła na Sejm II kadencji. Został wybrany w okręgu gliwickim z listy Sojuszu Lewicy Demokratycznej (był wówczas członkiem SdRP). Zasiadał w Komisji Systemu Gospodarczego i Przemysłu oraz w Komisji Ochrony Środowiska, Zasobów Naturalnych i Leśnictwa. W 1998 uzyskał mandat radnego Jastrzębia-Zdroju III kadencji. W 2002 bez powodzenia ubiegał się o reelekcję. Później nie angażował się w działalność polityczną.
Odznaczony Krzyżem Kawalerskim Krzyżem Kawalerskim Orderu Odrodzenia Polski (1997).